# Mangan(II) oxide
Mangan(II) Oxide là một hợp chất vô cơ với công thức hóa học MnO.  Nó tồn tại dưới dạng tinh thể xám xanh lục. Hợp chất này được sản xuất trên quy mô lớn, với công dụng chính là là thành phần của phân bón và phụ gia thực phẩm.

## Hóa tính
MnO tồn tại trong môi trường tự nhiên, là một hợp chất hiếm của mangan. Để sản xuất phục vụ cho thương mại, nó được điều chế bằng cho MnO2 tác dụng mới một trong các chất: hydro (H2), cacbon monOxide (CO) hoặc metan (CH4), ví dụ như:
MnO2 + H2 → MnO + H2O
MnO2 + CO → MnO + CO2↑
MnO cũng có thể được điều chế bằng cách khử cacbonat:
MnCO3 → MnO + CO2
Quá trình nung này được tiến hành kín khí, vì Mn2O3 có thể xuất hiện.
Mangan(II) Oxide trải qua phản ứng hóa học điển hình của một ion Oxide. Khi tác dụng với axit, nó chuyển hóa thành muối mangan(II) tương ứng và nước. oxy hóa mangan(II) Oxide cung cấp mangan(III) Oxide.

## Ứng dụng
Cùng với mangan(II) sunfat, MnO là một thành phần của phân bón và phụ gia thực phẩm. Hàng ngàn tấn được tiêu thụ hàng năm cho mục đích này. Các ứng dụng khác bao gồm: chất xúc tác trong sản xuất rượu alkyl, gốm sứ, sơn, thủy tinh màu, tẩy trắng và in dệt…